# Coesore

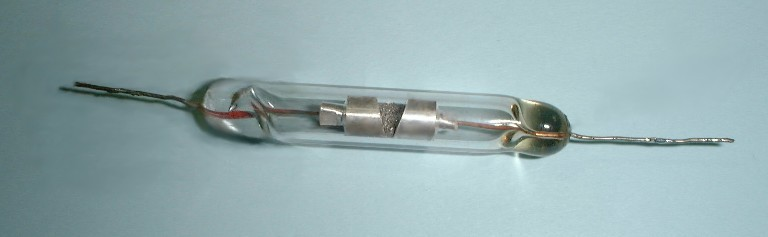
Un coesore

Il coesore (in inglese coherer) è un dispositivo inventato dall'italiano Temistocle Calzecchi Onesti, che, consentendo di rivelare il passaggio di una radiofrequenza, permetteva altresì l'individuazione di onde elettromagnetiche. 

## Descrizione
In quanto rivelatore di radiofrequenze, era pertanto utile come discriminatore della sola presenza (o dell'assenza) di un segnale radio. Con lo sviluppo delle trasmissioni radio e dei sistemi di modulazione, la rivelazione dei segnali da una frequenza portante venne affidata a un diodo raddrizzatore, inizialmente a cristallo, poi a valvola termoionica e infine a semiconduttore.
Una polvere metallica, inserita tra i due cilindri, costituisce l'elemento rivelatore. Questa polvere metallica, formata quindi da granuli metallici disorientati, cioè posti in posizione caotica e casuale, in assenza del segnale a radio frequenza presentava un'alta resistenza elettrica. Con il segnale radio la polvere si disponeva in collegamento tra i due cilindri, i granuli si orientavano tutti secondo le linee di forza del campo magnetico generato dal passaggio della infinitesima corrente elettrica e la resistenza del dispositivo diminuiva considerevolmente. Ma la polvere rimaneva polarizzata. Per ovviare all'inconveniente il dispositivo fu completato con un sistema elettromeccanico che colpiva leggermente il contenitore per disorientare nuovamente i granuli della polvere metallica. Il coesore fu quindi utile per poter rivelare i segnali Morse che per la loro relativa lentezza permettevano i tempi morti di ridisorientamento dei cristalli metallici.
Guglielmo Marconi in una conferenza tenuta il 2 marzo 1899 a Londra in una riunione della Institution of the Electrical Engineers ha dato atto del ruolo fondamentale del coesore di Calzecchi Onesti per lo sviluppo della radiotelegrafia.

## Definizione alternativa
La descrizione del coherer non sembra facilmente comprensibile ai non addetti ai lavori; andrebbe forse preferita questa, anche se molto semplificata:

Il coherer, ideato da T. Calzecchi-Onesti, nel 1884, altro non è che un tubetto di vetro all'interno del quale è stata inserita della limatura metallica estremamente fine, solitamente formata da nichelio e ferro interposta fra due elettrodi  ("tappi metallici" che chiudono anche il tubetto di vetro). La resistenza di questa limatura fra gli elettrodi, in condizioni normali è molto elevata, quindi la conducibilità elettrica risulta praticamente nulla; questa resistenza si abbassa bruscamente quando il coherer è investito da un'onda elettromagnetica, quindi nel circuito si ha un notevole aumento o una completa conducibilità della corrente che rivela il segnale, e che Marconi utilizzò per fare suonare il campanello del suo primo radio ricevitore nel 1894